# 48 (číslo)
Čtyřicet osm je přirozené číslo. Následuje po číslu čtyřicet sedm a předchází číslu čtyřicet devět. Řadová číslovka je čtyřicátý osmý nebo osmačtyřicátý. Římskými číslicemi se zapisuje XLVIII. Je to třetina veletuctu nebo čtyři tucty.

## Matematika
Čtyřicet osm je
- dvojitý faktoriál čísla 6
- nejmenší číslo s přesně 10 děliteli
- součet tří stejných druhých mocnin ({\displaystyle 4^{2}+4^{2}+4^{2}})
- nejmenší číslo, které lze součtem dvou různých prvočísel reprezentovat 5 způsoby (48 = 5+43 = 7+41 = 11+37 = 17+31 = 19+29)

## Chemie
- 48 je atomové číslo kadmia
- 48 je nukleonové číslo nejtěžšího stabilního izotopu vápníku

## Ostatní
- počet Ptolemaiových souhvězdí
- 48 Hour Parole je píseň britské hudební skupiny The Hollies
- 48 Crash je píseň americké zpěvačky Suzi Quatro
- 48 hodin je název filmu z roku 1982
- MAC adresa se skládá ze 48 bitů
- +48 je mezinárodní telefonní předvolba Polska

## Roky
- 48
- 48 př. n. l.
- 1948